# El maleficio (telenovela, 2023)
Pour les articles homonymes, voir El maleficio.
El maleficio est une telenovela mexicaine produite par Televisa et diffusée entre le 13 novembre 2023 et le 3 mars 2024 sur Las Estrellas,.
Il s'agit d'un remake basé sur la telenovela mexicaine du même nom El maleficio en 1983 et le sixième de la série d'anthologie Fábrica de sueños.

## Synopsis
Enrique de Martino est un homme d’affaires prospère, séduisant et mystérieux dont la grandeur est encadrée par un secret sombre et bien gardé. À l’opposé, Beatriz Almazán est une femme au cœur généreux et dévouée à sa famille. Les chemins d’Enrique et de Beatriz s’entremêlent de manière surprenante, guidés par ce qu’ils croient être une coïncidence orchestrée par le destin. De manière inattendue, un amour surgit entre eux qui changera les plans d’Enrique, lui faisant découvrir que la malédiction la plus forte est l’amour.

## Distribution
- Fernando Colunga : Enrique de Martino
- Marlene Favela : Beatriz Almazán
- Julián Gil : Gerardo
- Jacqueline Andere : Nuria
- Sofía Castro : Vicky
- Alejandro Calva : Cayetano
- Alejandro Ávila : Joel
- Adrián Di Monte : Jorge
- Verónica Montes : Julia Peralta
- Jessica Coch : Diana
- Julio Vallado : Raúl
- Markín López : El Capitán
- Pedro de Tavira : Eduardo
- Mario Loría : Adrián
- Jaume Mateu : Fernando
- Kaled Acab : Juanito
- Jesús Carús : Carlos
- Katia Bada : Ruth
- Nicole Curiel : Clara
- Michelle Durán : Roberta
- Mark Tacher : Álvaro
- Rafael Inclán : Darío
- Ana Belena : Nora

## Production

### Développement
En octobre 2018, il a été annoncé que Televisa produirait un reboot de la telenovela de 1983 El maleficio, dans le cadre de la franchise Fábrica de sueños.
Le 4 janvier 2023, José Alberto Castro a été annoncé comme producteur exécutif du reboot.
Le tournage de la série a débuté en juillet 2023.

### Casting
Le 21 juillet 2023, Fernando Colunga et Marlene Favela ont été annoncés dans les rôles principaux, aux côtés de Jacqueline Andere, qui jouait le personnage principal dans la série originale.
Le 24 juillet 2023, Rafael Inclán, Sergio Basáñez, Sofía Castro, Julio Vallado et Kaled Acab ont été annoncés comme faisant partie du casting. 
Le 3 août 2023, il a été annoncé que Mark Tacher avait rejoint le casting. 
Le 4 août 2023, il a été annoncé que Julián Gil avait rejoint le casting. 
Une liste exhaustive des acteurs a été publiée par People en Español le 21 septembre 2023.

## Diffusion
- Las Estrellas (2023)
- Univision (2023)

## Autres versions
- El maleficio (1983)